# 二苯乙醇酸重排反应
二苯乙醇酸重排，是指二苯基乙二酮在氢氧化钾作用下重排成二苯乙醇酸的反应。它由尤斯图斯·冯·李比希于1838年首先发现，广义的这类反应可以发生在1,2-二酮中。该反应的产物是一种α-羟基酸。

## 机理
二苯乙醇酸在碱下形成更稳定的羧酸盐的过程。
先由氢氧根离子进攻羰基碳，经过重排形成更稳定的羧酸盐，酸化后即得到重排后的α-羟基酸

## 例子
甾类化合物合成的例子。在类固醇化合物中产生六元环。